# سيلفيو تولارس
سيلفيو تولارس (بالإسبانية: Silvio Torales)‏ هو لاعب كرة قدم ومدرب كرة قدم باراغواياني في مركز الوسط، ولد في 23 سبتمبر 1991 في أسونسيون في باراغواي. شارك مع منتخب باراغواي لكرة القدم. أما مع النوادي، فقد لعب مع سيرو بورتينيو ونادي أونيفرسيداد ناسيونال وناسيونال أسونسيون.

## وصلات خارجية
- سيلفيو تولارس على موقع قاعدة بيانات كرة القدم.إي يو (الإنجليزية)
- سيلفيو تولارس على موقع ناشيونال فوتبول تيمز (الإنجليزية)
- سيلفيو تولارس على موقع Soccerway.com (الإنجليزية)
- سيلفيو تولارس على موقع AS.com (الإسبانية)